# Distretto di Kłobuck
Il distretto di Kłobuck (in polacco powiat kłobucki) è un distretto polacco appartenente al voivodato della Slesia.

## Geografia antropica

### Suddivisioni amministrative
Il distretto comprende 9 comuni.
- Comuni urbano-rurali: Kłobuck, Krzepice
- Comuni rurali: Lipie, Miedźno, Opatów, Panki, Popów, Przystajń, Wręczyca Wielka